# Acción (matemática)
En matemáticas, y en particular en álgebra abstracta, una acción de un grupo {\displaystyle (G,*)} sobre un conjunto {\displaystyle X} es una aplicación {\displaystyle \phi :G\times X\to X} que cumple las dos condiciones siguientes:
1. {\displaystyle \forall x\in X:\ \phi (e,x)=x}, donde {\displaystyle e} es el elemento neutro del grupo.
2. {\displaystyle \forall x\in X:\,g,h\in G,\ \phi (g*h,x)=\phi (g,\phi (h,x))}.

En tal caso se dice que el grupo {\displaystyle G} actúa sobre {\displaystyle X}, y que el conjunto {\displaystyle X} es un {\displaystyle G}-conjunto.
Las dos condiciones anteriores equivalen a que, para cada elemento {\displaystyle g} de {\displaystyle G}, la aplicación {\displaystyle \phi _{g}=\phi (g,\cdot ):X\to X} es una función biyectiva definida sobre {\displaystyle X}.  En consecuencia, una definición alternativa es que una acción es un homomorfismo entre el grupo {\displaystyle G} y el grupo {\displaystyle S_{X}}
{\displaystyle \theta :G\to S_{X}\ :g\mapsto \phi _{g}}.
donde {\displaystyle S_{X}} denota el grupo formado por todas las funciones biyectivas de {\displaystyle X} en sí mismo, bajo la operación de composición de funciones, denominado grupo simétrico de {\displaystyle X}. Se dice que el homomorfismo {\displaystyle \theta } es una representación del grupo {\displaystyle G} por permutación.

## Notación alternativa
Otra notación utilizada para las acciones es {\displaystyle (g,x)\mapsto g\cdot x}. Así los axiomas de acción se reescriben:
- {\displaystyle e\cdot x=x}.
- {\displaystyle (gh)\cdot x=g\cdot (h\cdot x)}.

Es frecuente denominar puntos a los elementos del conjunto {\displaystyle X}, para no causar confusión con los elementos del grupo {\displaystyle G}.

## Ejemplos
El ejemplo más sencillo es la acción trivial: para cualquier {\displaystyle g\in G} y {\displaystyle x\in X}, {\displaystyle \phi (g,x)=x}. Cuando la acción es trivial, cada biyección {\displaystyle \phi _{g}} es la aplicación identidad del conjunto {\displaystyle X}, que lleva cada elemento en sí mismo.
El grupo de tres elementos {\displaystyle \mathbb {Z} /3\mathbb {Z} =\{0,1,2\}} actúa sobre el plano complejo {\displaystyle \mathbb {C} } de la siguiente manera:
- {\displaystyle \phi (0,z)=z}.
- {\displaystyle \phi (1,z)=wz}.
- {\displaystyle \phi (2,z)=w^{2}z}.

donde {\displaystyle w} es una raíz cúbica de la unidad distinta de 1 (si tomáramos la raíz {\displaystyle w=1} la acción sería trivial). Geométricamente, esta acción representa rotaciones del plano complejo respecto del origen, con ángulos de 0, 120 y 240 grados.
Un tipo importante de acción es aquella en la que {\displaystyle X} es un espacio vectorial. Este tipo de acciones son el punto de partida de la teoría de la representación.

## El núcleo de la acción y los puntos fijos
Se define el núcleo de una acción {\displaystyle \phi :G\times X\to X} como el conjunto de todos los elementos del grupo {\displaystyle G} que actúan trivialmente sobre todo punto de {\displaystyle X}:
{\displaystyle ker\ \phi =\{g\in G\ |\ g\cdot x=x,\ \forall x\in X\}}.
Para cada elemento {\displaystyle g} del núcleo, la biyección asociada {\displaystyle \phi _{g}} es la identidad de {\displaystyle X}. Es por tanto el núcleo del homomorfismo {\displaystyle \theta :G\to S(X)}, y como tal es un subgrupo normal del {\displaystyle G}.
En contraste, se denominan puntos fijos de la acción a los elementos de {\displaystyle X} sobre los que todos los elemento de {\displaystyle G} actúan trivialmente, es decir:
{\displaystyle x\in X} es un punto fijo si {\displaystyle g\cdot x=x} para todo {\displaystyle g\in G}.

## Estabilizador y órbita de un punto
Para cada elemento  {\displaystyle x} de un conjunto {\displaystyle X} sobre el que actúa un grupo {\displaystyle G}, podemos definir dos subconjuntos de interés.

### Subgrupos estabilizadores
El estabilizador de un punto {\displaystyle x\in X} se compone de todos los elementos de {\displaystyle G} que actúan trivialmente sobre {\displaystyle x}
{\displaystyle G_{x}=\{g\in G\ |\ g\cdot x=x\}\subset G}.
Otra forma de expresarlo es que contiene a los elementos del grupo que dejan fijo {\displaystyle x}. En consecuencia, cuando {\displaystyle x} es un punto fijo su estabilizador es todo el grupo: {\displaystyle G_{x}=G}. El núcleo de la acción es precisamente la intersección de los estabilizadores de todos los puntos de {\displaystyle X}:
{\displaystyle ker\ \phi =\cap _{x\in X}\ G_{x}}.
{\displaystyle G_{x}} es un subgrupo de {\displaystyle G}, no necesariamente normal. También es llamado subgrupo de isotropía de {\displaystyle x}.

### Órbitas de la acción
La órbita de {\displaystyle x} se compone de todos los elementos de {\displaystyle X} que son imagen de {\displaystyle x} por la acción de algún elemento de  {\displaystyle G}:
{\displaystyle O_{x}=\{y\in X\ |\ \exists g\in G:\ g\cdot x=y\}\subset X}.
La órbita de {\displaystyle x} contiene a los elementos del conjunto {\displaystyle X} que se alcanzan desde {\displaystyle x} por la acción de {\displaystyle G}. Cuando {\displaystyle x} es un punto fijo de la acción, su órbita se reduce al propio {\displaystyle x}, esto es: {\displaystyle O_{x}=\{x\}}, y viceversa.
La relación «y pertenece a la órbita de x» es reflexiva, simétrica y transitiva, y por lo tanto es una relación de equivalencia. Por consiguiente, las órbitas bajo la acción de {\displaystyle G} forman una partición del conjunto {\displaystyle X}, lo que significa que las órbitas de dos elementos distintos o bien coinciden, o bien son disjuntas.

### Relación entre órbitas y estabilizadores
Dado un punto arbitrario {\displaystyle x\in X}, existe una biyección entre su órbita y las clases laterales derechas (o izquierdas) en {\displaystyle G} de su estabilizador {\displaystyle G_{x}}, es decir
{\displaystyle O_{x}\leftrightarrow G/G_{x}}.
En particular, si {\displaystyle G_{x}} es un subgrupo de índice finito en {\displaystyle G}, la órbita de {\displaystyle x} es un conjunto finito y su cardinalidad es
{\displaystyle |O_{x}|=[G:G_{x}]}.
Dos puntos de una misma órbita tienen estabilizadores conjugados por el elemento que lleva un punto en el otro:
Si {\displaystyle y\in O_{x}} entonces {\displaystyle G_{y}=gG_{x}g^{-1}\,}, donde {\displaystyle \ g\cdot x=y}.
Lo anterior se deriva de que si {\displaystyle h} es un elemento que deja fijo el punto {\displaystyle x}, entonces
{\displaystyle ghg^{-1}\cdot y=gh\cdot x=g\cdot x=y}.

## Tipos de acciones
- Una acción se llama transitiva, o se dice que el grupo actúa transitivamente sobre un conjunto {\displaystyle X}, si dados dos elementos {\displaystyle x} e {\displaystyle y} cualesquiera de {\displaystyle X}, existe un elemento {\displaystyle g} del grupo que aplica {\displaystyle x} en {\displaystyle y}, es decir:

{\displaystyle \forall x,y\in X\ \implies \ \exists g\in G:\phi (g,x)=y}.
Cuando la acción de un grupo {\displaystyle G} es transitiva sobre un espacio topológico {\displaystyle X} se dice que éste es un espacio homogéneo para el grupo {\displaystyle G}.
- Una acción se llama n-transitiva si dadas dos {\displaystyle n}-tuplas de elementos del conjunto {\displaystyle X}, {\displaystyle \langle x_{1},...,x_{n}\rangle } e {\displaystyle \langle y_{1},...,y_{n}\rangle } diferentes dos a dos (esto es, {\displaystyle x_{i}\neq x_{j}} e {\displaystyle y_{i}\neq y_{j}} para todo {\displaystyle i\neq j}), existe un elemento {\displaystyle g} del grupo que aplica {\displaystyle x_{i}} en {\displaystyle y_{i}} para cada {\displaystyle i=1,...,n}. Las acciones 2-transitivas se denominan también acciones doblemente transitivas, las 3-transitivas triplemente transitivas, etc.

- Una acción doblemente transitiva satisface la siguiente definición equivalente: una acción es doblemente transitiva si dado cualquier punto {\displaystyle x\in X}, el estabilizador {\displaystyle G_{x}} actúa transitivamente sobre los puntos restantes (es decir, es transitiva sobre {\displaystyle X\setminus \{x\}}).[11]

- Una acción es fiel o efectiva si el núcleo de la acción es trivial, es decir, el elemento identidad de  {\displaystyle G} es el único que actúa trivialmente sobre todo punto de {\displaystyle X}. Esta condición es equivalente a que el homomorfismo {\displaystyle \theta :G\to S_{X}} sea inyectivo, y por tanto cada biyección {\displaystyle \phi _{g}} sea distinta.[12]

- Una acción es libre, o se dice que el grupo actúa libremente, si el único elemento de {\displaystyle G} con puntos fijos es la identidad, es decir

{\displaystyle \exists x\in X:g\cdot x=x\implies g=1_{G}} (donde {\displaystyle 1_{G}} denota la identidad de {\displaystyle G}).

## Acción de un grupo sobre sí mismo
Cuando el conjunto sobre el que actúa un grupo {\displaystyle G} es el propio grupo, es decir {\displaystyle X=G}, entonces se dice que el grupo actúa sobre sí mismo. Las dos maneras más interesantes en las cuales un grupo puede actuar sobre sí mismo son por multiplicación y por conjugación.

### Acción por multiplicación
Todo grupo {\displaystyle G} actúa sobre sí mismo por multiplicación por la izquierda (respectivamente, por la derecha) mediante la acción definida por
{\displaystyle \varphi :G\times G\to G\ :\ (g,h)\mapsto gh} (respectivamente {\displaystyle (g,h)\mapsto hg}).
Esta acción es fiel (de hecho, el estabilizador de todo punto es trivial), transitiva, y existe una única órbita que abarca todo {\displaystyle G}. Las acciones de multiplicación por la izquierda y multiplicación por la derecha coinciden precisamente cuando el grupo {\displaystyle G} es abeliano.
El hecho de que para todo grupo la acción por multiplicación sea fiel, significa que el homomorfismo
{\displaystyle \theta :G\to S_{G}}
es inyectivo. Por el primer teorema de isomorfía, esto significa que el grupo {\displaystyle G} es isomorfo a un subgrupo de su propio grupo simétrico. En particular, si {\displaystyle G} es finito de orden {\displaystyle n}, entonces es isomorfo a un subgrupo del grupo de permutaciones de n elementos, {\displaystyle S_{n}}. Este resultado se conoce con el nombre de teorema de Cayley.

### Acción por conjugación
Por otro lado, todo grupo {\displaystyle G} actúa sobre sí mismo por conjugación mediante la acción definida por
{\displaystyle \varphi :G\times G\to G\ :\ (g,h)\mapsto ghg^{-1}}.
El estabilizador de cada punto {\displaystyle g} está formado por los elementos de {\displaystyle G} que conmutan con {\displaystyle g}, es decir, el centralizador de {\displaystyle g}:
{\displaystyle G_{x}=C_{G}(x)}
Cuando el grupo es abeliano la acción del grupo en sí mismo por conjugación es trivial. Nótese que entonces
{\displaystyle \forall g,\ h\in G:\ ghg^{-1}=gg^{-1}h=h}.
Las órbitas bajo esta acción se denominan clases de conjugación. Los elementos del centro del grupo (formado por aquellos elementos que conmutan con cualquier otro, denotado por {\displaystyle Z(G)}) forman cada uno de ellos una clase unipuntual (i.e. son puntos fijos). El recíproco también es cierto, es decir, si la clase de conjugación de un elemento {\displaystyle g} solo contiene a ese elemento entonces {\displaystyle g} pertenece al centro de {\displaystyle G}, esto es:
{\displaystyle x\in Z(G)\iff O_{x}=\{x\}}.

### Ecuación de clases
La acción por conjugación de un grupo en sí mismo permite obtener la descomposición orbital de grupos finitos:
{\displaystyle G=\bigcup _{i\in I}{\mathcal {K}}_{i}}
que es la unión disjunta de todas las clases de conjugación {\displaystyle {\mathcal {K}}_{i}}. En consecuencia
{\displaystyle |G|=\sum _{i\in I}|{\mathcal {K}}_{i}|}
Por un lado distinguimos los elementos del centro, cada uno en su propia clase unitaria, y por otro el resto de clases:
- De las primeras hay una clase por cada elemento del centro, y cada una tiene cardinalidad 1.
- Para el resto de clases de conjugación, si {\displaystyle g_{i}} es un representante de la clase {\displaystyle {\mathcal {K}}_{i}} se tiene que

{\displaystyle {\mathcal {K}}_{i}=O_{g_{i}}\implies |{\mathcal {K}}_{i}|=[G:G_{g_{i}}]=[G:C_{G}(g_{i})]}.
Uniendo ambos resultados se obtiene la ecuación de clases para el orden de {\displaystyle G}:
{\displaystyle |G|=|Z(G)|+\sum _{i=1}^{r}[G:C_{G}(g_{i})]}
donde {\displaystyle g_{1},...,g_{r}} es un conjunto de representantes de cada una de las clases de conjugación no contenidas en el centro de {\displaystyle G}. La ecuación de clases permite derivar algunos resultados para los grupos finitos como el teorema de Cauchy y los teoremas de Sylow.